# L (spoorwegrijtuig)
Het L-rijtuig is een voormalige serie rijtuigen van Belgische spoorwegen voor binnenlands verkeer. Ten opzichte van de andere rijtuigtypes uit die periode onderscheidt het type L zich door een groot aantal deuren, ook halverwege het rijtuig. Hierdoor konden reizigers vlot in- en uitstappen en hoefde de trein maar kort aan het perron te staan.
De L-rijtuigen waren in gebruik vanaf de jaren dertig en werden in de jaren tachtig met de komst van de rijtuigen M4 buiten dienst gesteld.

## Prototypen
In 1932 werden door C.C.C. twee prototypen gebouwd. Beide rijtuigen kenden alleen derde klasse. Oorspronkelijk waren de rijtuigen genummerd 42001–42002, later werd dit 33001–33002.

## Serielevering
Na de prototypen werden er van 1933 tot 1935 werden er 310 rijtuigen gebouwd door negen bouwers. In totaal omvatte de L-serie vijf verschillende rijtuigtypes:
- Vijftig rijtuigen werden gebouwd als gemengde rijtuigen, met zowel een afdeling eerste als tweede klas.
- 20 rijtuigen kenden alleen een tweede klasse.
- Twintig rijtuigen hadden zowel een tweede klasse als een bagageafdeling.
- Dertig rijtuigen hadden een derde klasse en een bagageafdeling.
- 192 rijtuigen, inclusief de prototypen, kenden alleen een afdeling derde klasse.

### a2b6
- 50 rijtuigen type a2b6 met de oorspronkelijke nummering in de serie 30001 - 30050. Deze rijtuigen werden gebouwd door Ateliers de construction de Familleureux. Deze rijtuigen hadden twee afdelingen. De eerste klasse bestond uit twee coupés met een zijgang met in totaal twaalf zitplaatsen, in de tweede klasse had men zes ramen en in totaal 50 zitplaatsen, naast twee klapstoelen.

| Serienummers L a2b6 |
| ------------------- |
| 30001 - 30050       |

Van de vijftig a2b6 rijtuigen gingen er al snel tien verloren, waarvan negen ten gevolge van de Tweede Wereldoorlog. Nog eens vijf rijtuigen raakten zwaar beschadigd maar konden hersteld worden. Vier van deze vijf rijtuigen worden in 1950-1952 verbouwd tot b8-rijtuigen en worden opeenvolgend vernummerd in de 32000-reeks (32021 - 32024).
| Vernummeringen |       |             |
| L a2b6         | L b8  | L A8 (1957) |
| -------------- | ----- | ----------- |
| 30008          | 32021 | 31114       |
| 30016          | 32024 | 31117       |
| 30037          | 32022 | 31115       |
| 30038          | 32023 | 31116       |

Vanaf 1958 werd de inzet van de L-rijtuigen veranderd, vanwege de ingebruikname van de rijtuigseries M2 en M3 tussen 1958 en 1962. Rekening houdend met de afschaffing van de oorspronkelijke eerste klasse en derde klasse werden 15 van de resterende 35 rijtuigen verbouwd tot rijtuigen tweede klasse. De stoffen bekleding van deze rijtuigen werd vervangen door kunstleer. De a2b6-rijtuigen krijgen de nummers 33001 - 33020, de b8-rijtuigen de nummers 32501 - 32515.

### b8
- Twintig rijtuigen type b8 met de oorspronkelijke nummering in de serie 32001 - 32020. Deze rijtuigen werden gebouwd door Ragheno. Deze rijtuigen hadden enkel een tweede klasse met 64 zitplaatsen.

| Serienummers L b8 |
| ----------------- |
| 32001 - 32020     |

Van deze twintig rijtuigen werden er zeven rijtuigen onherstelbaar beschadigd tijdens de Tweede Wereldoorlog. Na de afschaffing van de eerste en derde klasse werden de rijtuigen aansluitend vernummerd tot rijtuigen eerste klasse A8 31101 - 31113.

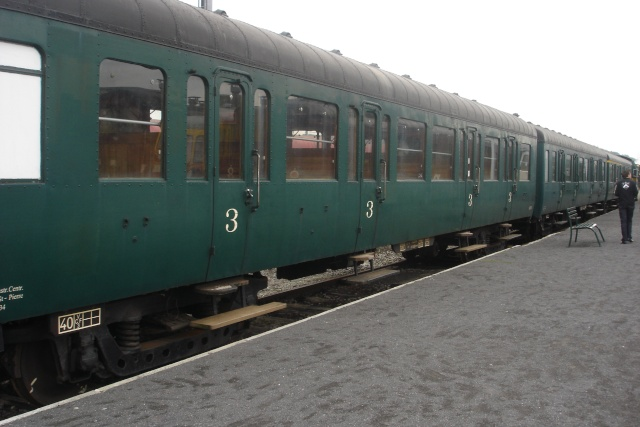
Een c10 als museumstuk.

### c10
- 190 rijtuigen type c10 met de oorspronkelijke nummering in de serie 33003 - 33192. Deze rijtuigen werden gebouwd door CCC (33003 - 33106), La Hestre (33107 - 33111), Braine-le-Comte (33112 - 33115), Seneffe (33116 - 33120), Godarville (33121 - 33131), Germain (33132 - 33142) en A.F.B. (33143 - 33192). Deze rijtuigen kenden alleen een derde klasse en hadden 97 zitplaatsen.

| Serienummers L b8           |
| --------------------------- |
| 33001, 33002, 33003 - 33192 |

Van deze reeks van 190 rijtuigen en twee prototypen werden er 17 vernietigd tijdens de Tweede Wereldoorlog. Na de afschaffing van de eerste en derde klasse werden de rijtuigen aansluitend vernummerd tot rijtuigen tweede klasse 32002 - 32174.

### b5p
- Twintig rijtuigen type b5p met de oorspronkelijke nummering in de serie 43201 - 43220. Deze rijtuigen werden gebouwd door Ragheno. Deze rijtuigen kenden alleen een tweede klasse en een bagageruimte. Ze hadden 38 zitplaatsen en één klapzitting.

| Serienummers L b5p |
| ------------------ |
| 43201 - 43220      |

Van de twintig rijtuigen raakten er drie total loss tijdens de Tweede Wereldoorlog. Ook raakte een rijtuig te zwaar beschadigd bij een ongeval. De resterende rijtuigen kregen de nummering 36001 - 360016. Na de afschaffing van de eerste klasse en derde klasse werden de rijtuigen aansluitend vernummerd tot rijtuigen 1e klasse 38001 - 38016.

### c6p
- Dertig rijtuigen type c6p met de oorspronkelijke nummering in de serie 43301 - 43330. Van deze rijtuigen werden er 13 gebouwd door Seneffe en 17 door Godarville. Deze rijtuigen kenden alleen een derde klasse en een bagageruimte en hadden zestig zitplaatsen.

| Serienummers L c6p |
| ------------------ |
| 43301 - 43330      |

Van de dertig rijtuigen raakte er een total-loss tijdens de Tweede Wereldoorlog. De resterende rijtuigen kregen de nummering 37001 - 37029. Na de afschaffing van de eerste en derde klasse werden de rijtuigen aansluitend vernummerd tot rijtuigen 2e klasse 39001 - 39029.

## Interieurfoto's

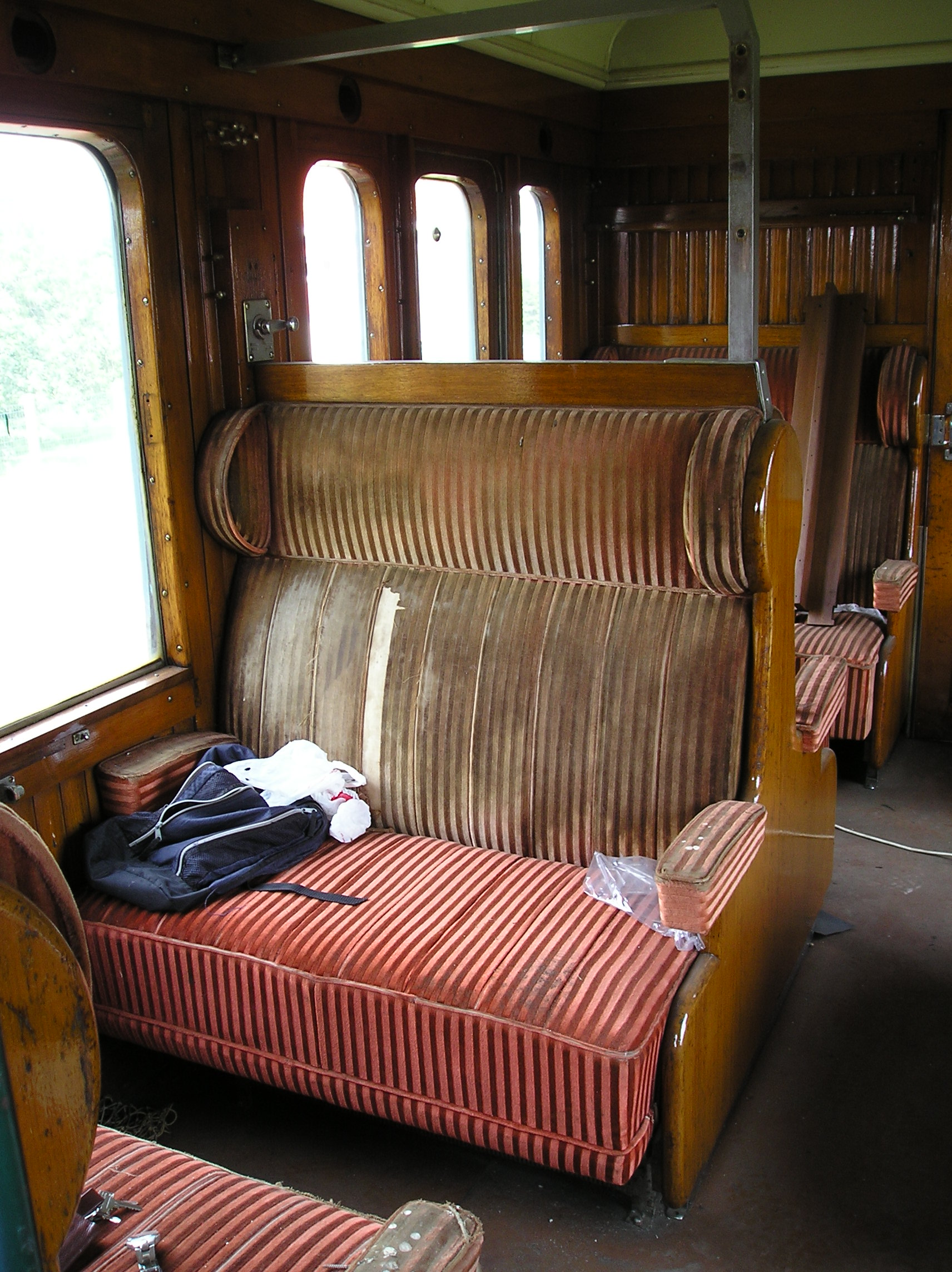
Interieur eerste klas
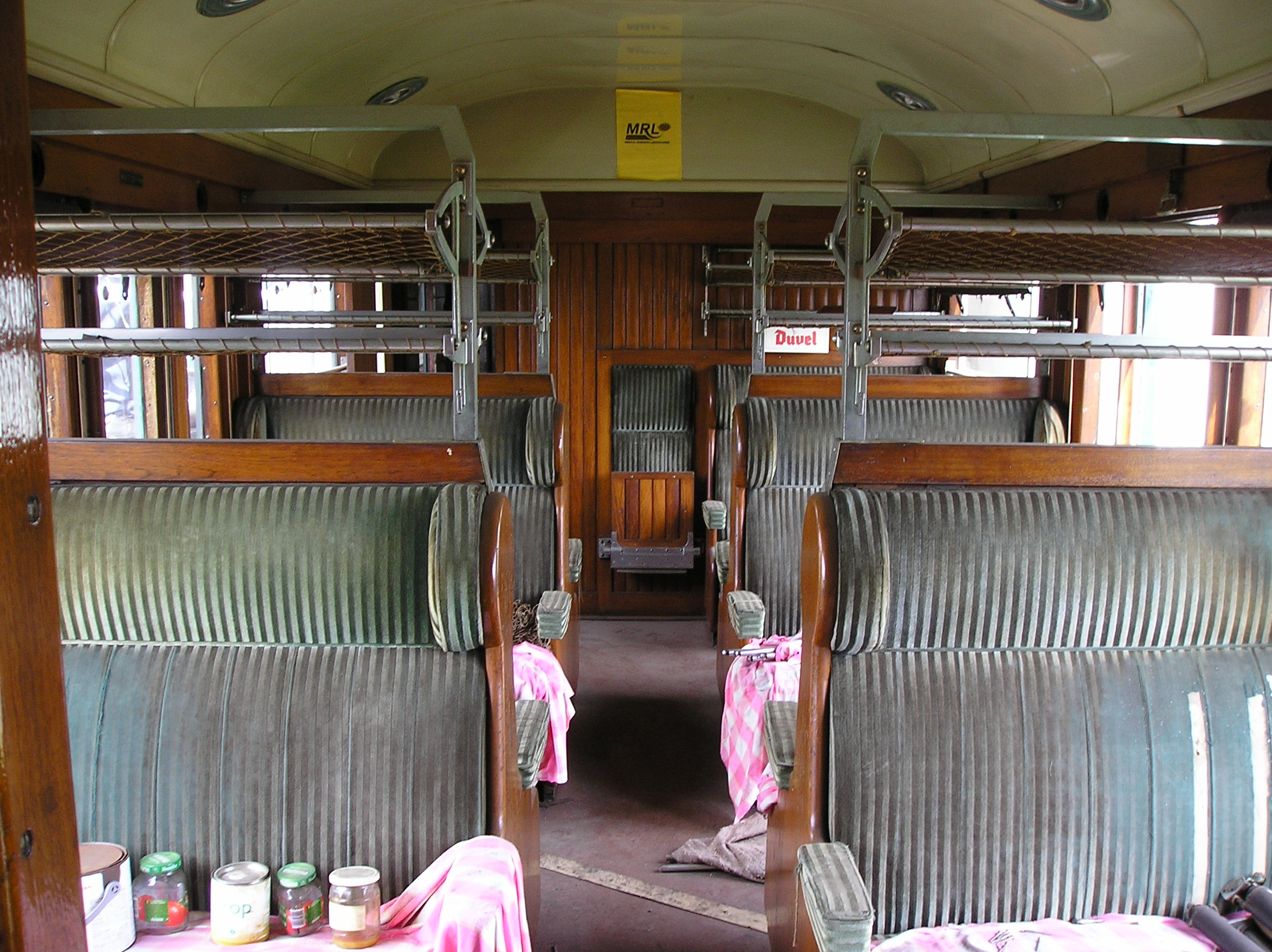
Interieur tweede klas
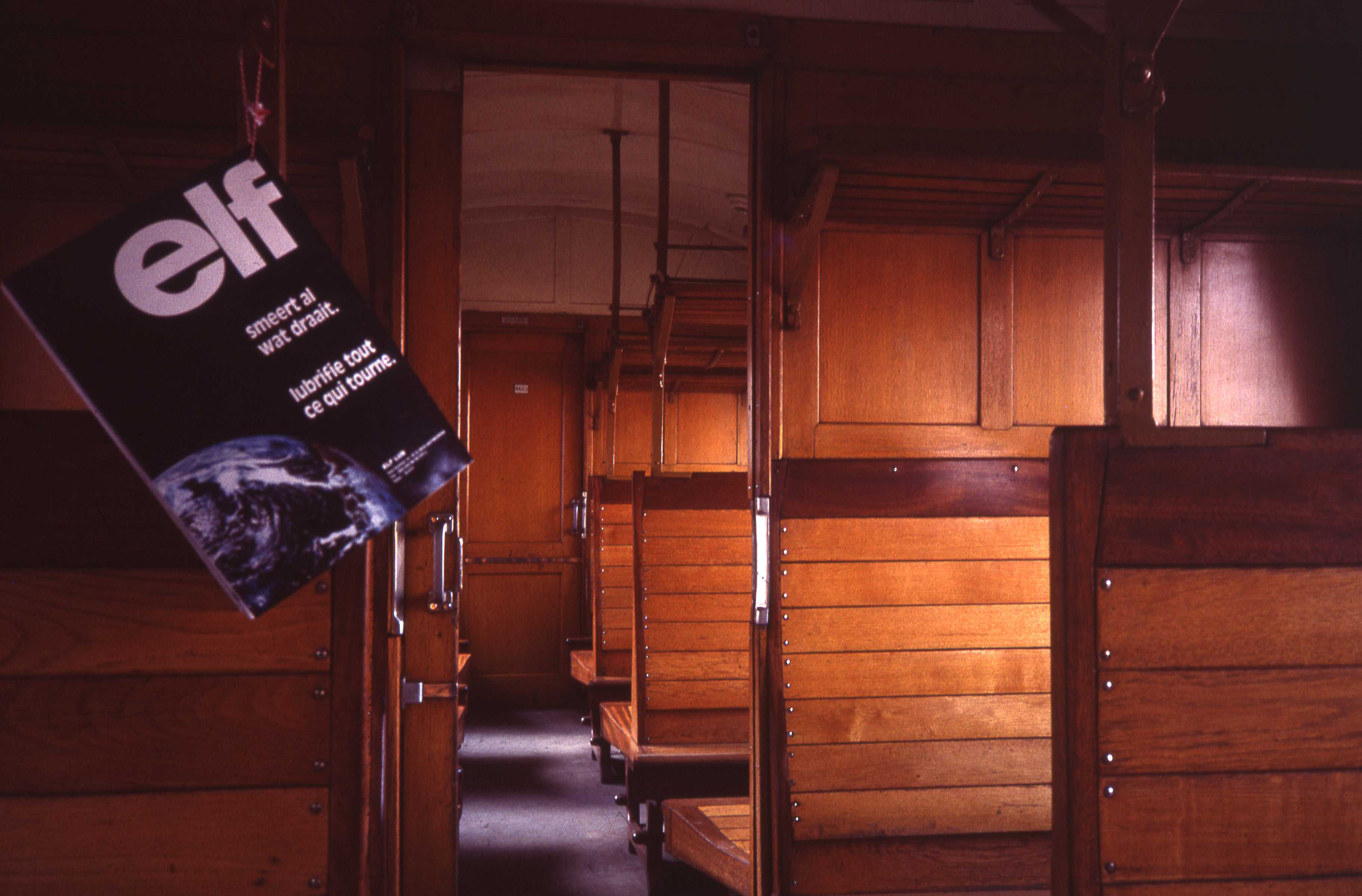
Interieur tweede klasse (voorheen derde klasse) van een L-rijtuig dat in 1986 nog ingezet werd in de reizigersdienst.
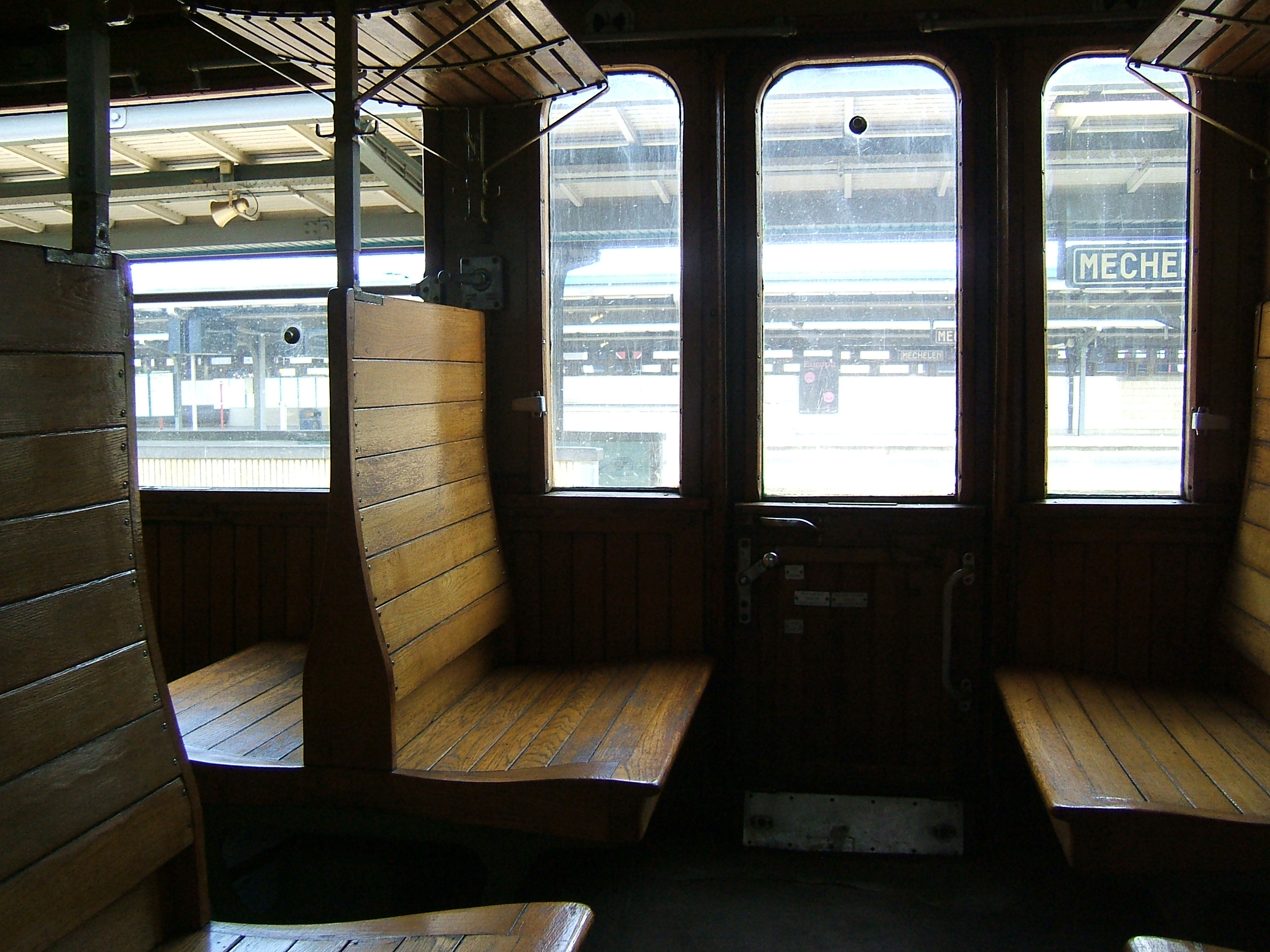
Zicht op de constructie coupe/uitstapdeur.

## Tweede leven
Hoewel het grootste gedeelte van de rijtuigen is gesloopt, heeft een klein deel van de vloot een tweede leven gekregen, voornamelijk in de vorm van museummaterieel. Daarnaast is mogelijk een aantal rijtuigen na de Tweede Wereldoorlog terechtgekomen bij de Oost-Duitse Deutsche Reichsbahn, hoewel daar slechts weinig bronnen over te vinden zijn. Mogelijk betreft dit rijtuigen, die door de NMBS na de oorlog zijn afgeschreven.
| Nummer  | Bij                                   | Opmerking                                              | Afbeelding |
| ------- | ------------------------------------- | ------------------------------------------------------ | ---------- |
| A 31105 | NMBS                                  |                                                        |            |
| A 31110 | Train 1900                            | Eerst bij Museum Stoomtrein der Twee Bruggen           |            |
| A 31111 | stoomspoorlijn Dendermonde-Puurs      |                                                        |            |
| A 31113 | NMBS                                  |                                                        |            |
| B 32011 | NMBS                                  |                                                        |            |
| B 32012 | stoomspoorlijn Dendermonde-Puurs      | Gerestaureerd                                          |            |
| C 32024 | Chemins de Fer à Vapeur des 3 Vallées | Gerestaureerd                                          |            |
| B 32037 | NMBS                                  |                                                        |            |
| B 32070 | STAR                                  | eerst bij SGB, in 1997 naar STAR                       |            |
| B 32074 | Train 1900                            |                                                        |            |
| C 32076 | Chemins de Fer à Vapeur des 3 Vallées | Gerestaureerd                                          |            |
| B 32127 | Train 1900                            | Eerst bij Museum Stoomtrein der Twee Bruggen           |            |
| C 32158 | Restaurant                            | Eerst bij Kolenspoor, later naar een restaurant        |            |
| B 32164 | CIER                                  | Eerst bij SGB, in 1997 naar STAR, in 2011 CIER         |            |
| AB33002 | stoomspoorlijn Dendermonde-Puurs      |                                                        |            |
| AB33004 | stoomspoorlijn Dendermonde-Puurs      | Gesloopt                                               |            |
| C 33006 | Chemins de Fer à Vapeur des 3 Vallées |                                                        |            |
| AB33018 | CIER                                  | eerst bij SGB, in 1997 naar STAR, in 2011 CIER         |            |
| AB38005 | NMBS                                  |                                                        |            |
| AD38009 | stoomspoorlijn Dendermonde-Puurs      | Gerestaureerd, deels pakwagen, omgebouwd voor catering |            |
| AB38010 | NMBS                                  |                                                        |            |
| AB39010 | stoomspoorlijn Dendermonde-Puurs      | Inmiddels gesloopt                                     |            |
| BD39013 | STAR                                  | eerst bij SGB, in 1997 naar STAR als BD 144            |            |
| BD39025 | NMBS                                  |                                                        |            |
| BD39026 | Train 1900                            |                                                        |            |